# Georg Beringer
Georg Beringer (* 31. August 1879 in Worms; † 20. Oktober 1944 in Friedberg (Hessen)) war ein deutscher Lehrer und nebenberuflicher Künstler.

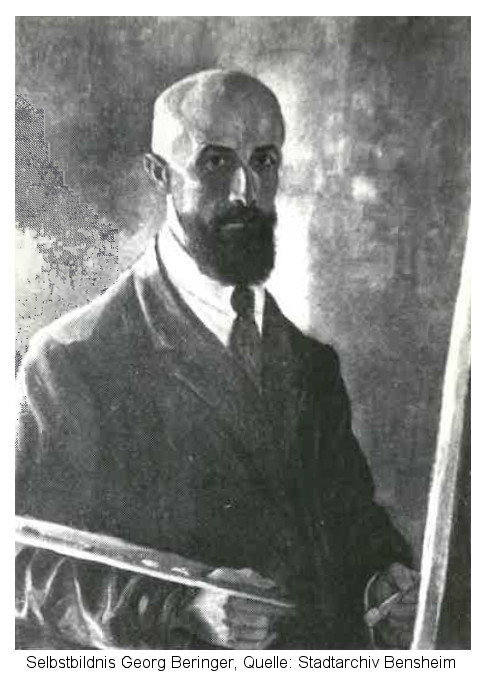
Georg Beringer Selbstporträt, Quelle: Stadtarchiv Bensheim

## Werdegang
Georg Beringer verbrachte seine Jugend in Griesheim und kam 1903 als Lehrer in die Taubstummenanstalt nach Bensheim. Beruflich abgesichert, fokussierte er sich ganz auf sein eigentliches Talent und begann sich seinen eigenwilligen, keiner Schule folgenden Kunststil autodidaktisch zu erarbeiten. So entstand insbesondere während seiner Bensheimer Schaffenszeit eine Vielzahl an Kunstwerken, die sowohl unterschiedlichste Mal- und Zeichentechniken als auch verschiedene Stilrichtungen umfassten und diese auch verbanden.
Ließen sich zu Anfang seines künstlerischen Schaffens – in den Jahren 1906–1908 – noch vom Impressionismus geprägte Ölgemälde finden, meist Darstellungen von Modellen, so konzentrierte er sich zunehmend auf Bleistift-, Kohle- und Rötelstiftzeichnungen sowie die Pastellmalerei. Gereift und von den Einflüssen des Krieges gezeichnet, sind seine Bilder von da an vom Expressionismus geprägt und er entwickelt zusehends seinen eigenen, gefestigten Stil. Er widmete sich dem Holzschnitt, auch hier brachte er sich die Techniken selber bei, und versah so Szenen aus der Literatur mit Bildern. Hier sind insbesondere die Holzschnitte in den Werken des Bensheimers Joseph Stoll – Beringer war sein Trauzeuge und hielt sich regelmäßig in dessen Atelier auf – zu nennen, die sowohl die Artikelserien im Bergsträßer Anzeigeblatt als auch die Monographien illustrierten. Er schaffte Kunstwerke, die ihn über die Grenzen Bensheims bekannt machten, wie zum Beispiel Der rote Reiter, Die blaue Madonna und Der heilige Franziskus, die in der Mannheimer Kunsthalle im Jahre 1921 präsentiert wurden.
So breit gefächert seine Techniken und Stilrichtungen sind, so weit gestreut sind auch seine Motive. Es lassen sich religiöse und profane Motive finden, Karikaturen und Porträts von Personen aus seiner näheren Umgebung, Alltagsszenen und selbst karikaturistische Darstellungen von Gebäuden, wie zum Beispiel der Holzschnitt der von Heinrich Metzendorf neu gestalteten Fassade des Bensheimer Rathauses.
1925 werden Georg Beringers Entwürfe zur Ausmalung der Gewölbe des Wormser Doms in der städtischen Gemäldegalerie Worms präsentiert und zeugen von seiner zunehmenden Bekanntheit und der Qualität seiner Werke.
Bis heute erhalten sind die Wandgemälde des Nibelungensaales des Lorscher Rathauses zu Beginn der 1930er. Als Wormser war er mit der Nibelungensage vertraut und ließ zudem die Antlitze stadtbekannter Persönlichkeiten in die Wandgemälde einfließen. Mit der Machtergreifung der Nationalsozialisten kam es zu Entwurfsänderungen und anstelle der lokalen Größen wurden Darstellungen von Vertreten des Dritten Reiches eingearbeitet. Aufgrund der Darstellungsart forderte der Gauleiter im Gau Hessen-Nassau, Jakob Sprenger, die Entfernung der bekannten Personen und Beringer setzte den Entwurf bis 1944 um, wobei ein Teil der geplanten Wandgemälde niemals vollendet werden konnte.
Berufsbedingt musste Beringer Bensheim 1933 verlassen, da die Taubstummenanstalten Bensheims und Friedbergs zugunsten des Standorts Friedberg zusammengelegt wurden. Beringers Schuldfreund und mit der Machtübernahme der Nationalsozialisten zum Kultusminister aufgestiegene Friedrich Ringshausen beorderte ihn als Direktor an den neuen Standort. Beringers Engagement, die nun auf über 100 Schüler angewachsene Anstalt weiter auszubauen, stieß auf massive Ablehnung. Aufgrund eines Magenleidens ließ sich Beringer 1938 in den Ruhestand versetzen.
Georg Beringer war verheiratet mit Luise Katharina Barbara Auguste Marie Winter. Das Ehepaar hatte eine gemeinsame Tochter.